# NGC 412
NGC 412 في الفهرس العام الجديد، هو جرم فلكي غير معروف، يقع في كوكبة قيطس. بواسطة فرانسيس بريسيرفد ليفنوورث .

## روابط خارجية
- NGC 412 على موقع ويكي سكاي: DSS2, SDSS, GALEX, IRAS, Hydrogen α, X-Ray, Astrophoto, Sky Map, Articles and images